# Kamionka Wielka (gmina)
Kamionka Wielka – gmina wiejska w Polsce położona w województwie małopolskim, w powiecie nowosądeckim. W latach 1975–1998 gmina administracyjnie należała do województwa nowosądeckiego. Siedzibą gminy jest Kamionka Wielka.
Sąsiaduje z gminami Chełmiec, Grybów, Łabowa, Nawojowa i miastem Nowy Sącz.

## Geografia

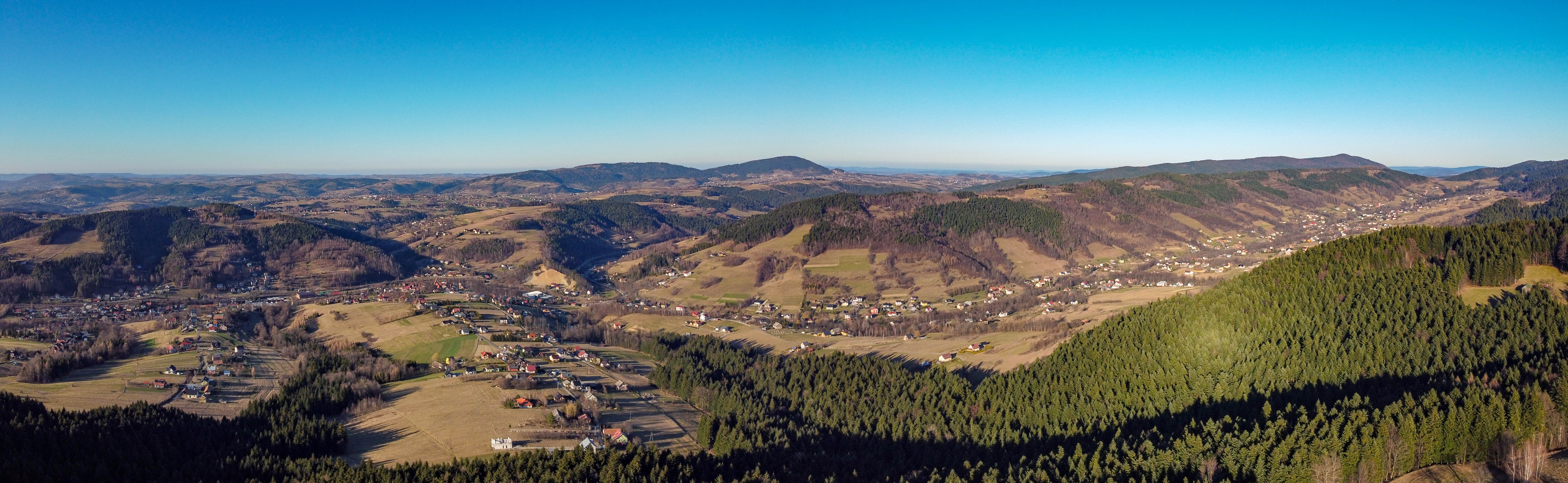
Panorama Kamionki Wielkiej

Gmina Kamionka Wielka położona jest w dolinie na pograniczu Beskidu Sądeckiego i zachodniej części Beskidu Niskiego, u zbiegu trzech potoków: Kamionki, Królówki i Wolanki.
Gmina posiada obszar 64,98 km², w tym: użytki rolne 46%, użytki leśne 47%. Stanowi to 4,06% powierzchni powiatu nowosądeckiego.

## Sołectwa
Bogusza, Jamnica, Kamionka Mała, Kamionka Wielka, Królowa Górna, Królowa Polska, Mszalnica, Mszalnica Zagóra, Mystków.

## Historia
Najstarszą wsią jest Mystków założony przez wójta nowosądeckiego Mikołaja w 1324 roku na podstawie przywileju lokacyjnego króla Władysława Łokietka. W połowie XIV wieku powstała Mszalnica, nieco później Kamionka Wielka i Kamionka Mała. W XV wieku powstały Bogusza i Królowa, które były wówczas własnością królewską.
W okresie kolonizacji wołoskiej mieszkańcy Królowej (wysiedleni na zasadzie przymuszonej sprzedaży gospodarstw) przenieśli się na zachód zakładając Królową Polską.
W XV wieku za sprawą Władysława Jagiełły wsie stały się własnością królewską. Po I rozbiorze przeszły w prywatne ręce.

## Demografia

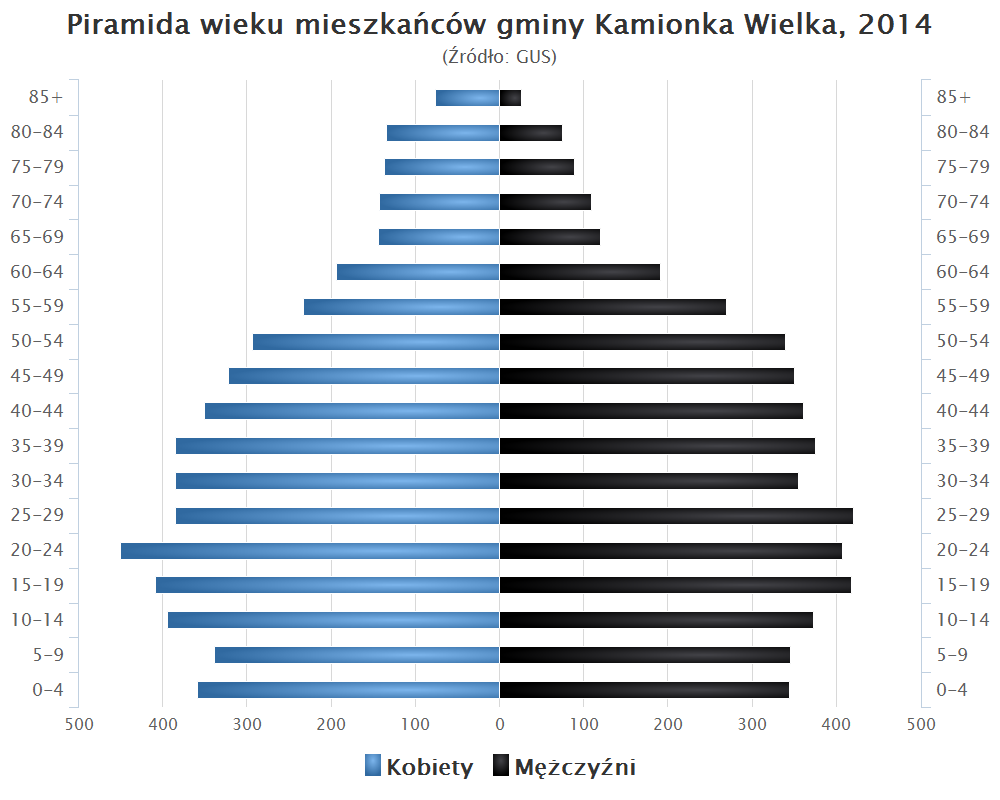
Piramida wieku mieszkańców gminy Kamionka Wielka w 2014 roku

## Zabytki
- Dawna drewniana cerkiew greckokatolicka w Boguszy z 1858 roku. Ikonostas późnobarokowy rozmontowany i rozmieszczony we fragmentach we wnętrzu świątyni. Dwa ołtarze boczne – XVIII-wieczne, ołtarz główny barokowo-klasycystyczny z początku XIX wieku.
- Jednonawowy kościół pw. św. Bartłomieja w Kamionce Wielkiej z 1621 roku, z wieżą dobudowaną w XIX wieku. Wewnątrz kamienna chrzcielnica z XVI wieku. W ołtarzu głównym dwa medaliony z kościoła XIV-wiecznego.
- Cerkiew pw. Narodzenia NMP w Królowej Górnej. Powstała dzięki właścicielowi wsi Michałowi Żuk-Skarszewskiemu w 1814 roku. Turyści mogą oglądać tutaj boczne kaplice „kriłosy”, a w nich boczne ołtarze z podobiznami m.in. św. Heleny i św. Olgi.
- Murowany kościół neobarokowy w Mystkowie z lat 1905–1910, proj. Edgar Kováts. Ołtarz główny neogotycki po 1910 roku, w nim wcześniejszy obraz NMP Niepokalanie Poczętej, manierystyczny, z ok. 1630 roku.
- Cmentarz wojskowy z I wojny światowej w Królowej Polskiej.

## Kultura
Zespoły artystyczne:
- Reprezentacyjny Zespół Regionalny „Mystkowianie”[5]
- Zespół Śpiewaczy „Kamionczanki”,
- „Skalnik”,
- „Mały Skalnik” w Kamionce Wielkiej,
- Zespół taneczny „Mali Mystkowianie”,
- Orkiestra Dęta w Mystkowie,
- Zespół taneczny „Mszalniczanie” w Mszalnicy.
- Orkiestra Dęta w Kamionce Wielkiej
- Chór Parafialny w Kamionce Wielkiej

Na terenie gminy działa wielu twórców ludowych w zakresie rzeźby (w drewnie i kamieniu), malarstwa i hafciarstwa.

## Gospodarka
W podziale na sektory, z ogólnej liczby podmiotów gospodarczych sektor publiczny stanowi zaledwie 5,3% (tj. 13 podmiotów gospodarczych), a sektor prywatny stanowi 94,7% (ok. 233 podmioty gospodarcze). Na terenie gminy najprężniej rozwija się działalność produkcyjno-usługowa i o charakterze rzemieślniczym. Podmioty tej działalności są niewielkie, dominują firmy jednoosobowe lub kilkuosobowe spółki cywilne zatrudniające niewielką liczbę pracowników.